# Julia Willand
Julia Willand (Nürnberg, 4 juni 1972) is een voormalig Zuid-Afrikaans volleybal- en beachvolleybalspeler van Duitse afkomst. Ze nam in die laatste discipline eenmaal deel aan de Olympische Spelen.

## Biografie
Willand verhuisde op zesjarige leeftijd met haar gezin naar Zuid-Afrika waar ze in Johannesburg naar de Duitse school ging. Ze begon op veertienjarige leeftijd met volleybal toen ze bij het schoolteam ging. In 1989 nam ze met een selectie uit Transvaal deel aan een nationaal kampioenschap voor junioren en werd ze opgeroepen voor het Zuid-Afrikaanse juniorenteam. In de jaren 1990 keerde Willand voor haar studie terug naar Duitsland. Daar speelde ze tussen 1991 en 1996 voor USC Freiburg en DJK Freiburg. Vervolgens stond achtereenvolgens een seizoen onder contract bij VfK Berlin en TSV Spandau Berlin. In 2000 ging ze terug naar Zuid-Afrika waar ze voor Western Province SAP uitkwam. Met de club won ze in 2001 en 2002 het landskampioenschap. Bovendien nam ze in 2001 met de nationale vrouwenploeg deel aan het Afrikaans kampioenschap in Port Harcourt.   
In 2003 maakte ze de overstap naar het beachvolleybal. Ze vormde twee seizoenen een team met Leigh-Ann Naidoo. Het eerste jaar namen ze deel aan zes reguliere toernooien in de FIVB World Tour met een negende plaats op Bali als beste resultaat. Bij de wereldkampioenschappen in Rio de Janeiro bereikte het tweetal de zestiende finale die verloren werd van de Amerikaansen Nancy Reynolds en Dianne DeNecochea. Het jaar daarop waren ze actief op zeven FIVB-toernooien waarbij ze niet verder kwamen dan een vijf-en-twintigste plaats op Rhodos. Desalniettemin deden Willand en Naidoo mee aan de Olympische Spelen in Athene waar ze na drie nederlangen in de groepsfase strandden.